# Першококуйське сільське поселення
Першококу́йське сільське поселення (рос. Первококуйское сельское поселение) — сільське поселення у складі Александрово-Заводського району Забайкальського краю Росії.
Адміністративний центр — село Кокуй 1-й.

## Історія
2011 року було ліквідоване Краснояровське сільське поселення (село Красноярово), територія увійшла до складу Першококуйського сільського поселення.

## Населення
Населення сільського поселення становить 344 особи (2019; 396 у 2010, 452 у 2002).

## Склад
До складу сільського поселення входять:
| Населений пункт   | Населення, осіб (2002) | Населення, осіб (2010) |
| ----------------- | ---------------------- | ---------------------- |
| Кокуй 1-й, село   | 272                    | 243                    |
| Красноярово, село | 180                    | 153                    |